# ヘルパー (星のカービィ)
ヘルパーとは、任天堂（開発：ハル研究所）のゲーム、星のカービィシリーズの一つである『星のカービィ スーパーデラックス』および『星のカービィ ウルトラスーパーデラックス』と『星のカービィ スターアライズ』に登場する架空のキャラクターたちである。

## 概要
カービィがコピー能力を持っている状態ですっぴんビームを使う（『星のカービィ スーパーデラックス』および『星のカービィ ウルトラスーパーデラックス』）、コピー能力を持った敵キャラクターまたはコピーのもとにフレンズハートを当てる（『星のカービィ スターアライズ』）と、カービィが今持っているコピー能力に応じてそれぞれ異なったヘルパー（『スターアライズ』ではフレンズヘルパーと呼ばれる）が登場する。
また、『星のカービィ ウルトラスーパーデラックス』のゲームモード「メタナイトでゴーDX」では、ソードナイトとブレイドナイトがメタナイトのヘルパーとして登場している。「ヘルパーマスターへの道」では、1Pのヘルパーの色のみ専用の色に変わる（2Pは通常と同じ）。『スターアライズ』ではカービィのコピー能力と同じ帽子をかぶる。
性別は基本的に男性だが、シミラとプルアンナとビビッティアは女性と公言されている。

## ヘルパー一覧

### 星のカービィ スーパーデラックス
ワドルドゥ（ビーム）
ビームを放つ一つ目のキャラクター。カラーリングは赤、「ヘルパーマスターへの道」では緑。
ビームを放つ技の1つ「ビームマシンガン」を使うと、反動で浮くことが可能。『スターアライズ』ではカービィ同様、杖からビームを放つ。
『スターアライズ』の「星の○○○○」のサブタイトルは「ビームの未知なる可能性について」。一人称は「ワタシ」。
パラソルワドルディ（パラソル）
パラソルを持ったワドルディ。カラーリングは赤、「ヘルパーマスターへの道」では山吹色。
パラソルで攻撃したり、攻撃を防いだりする。技「パラソルドリル」を空中で使うと、軽やかに滑る。
『スターアライズ』の「星の○○○○」のサブタイトルは「ふわふわおちて、ひがさして」。一人称は「ボク」。
バーニンレオ（ファイア）
炎のような鬣を持ったキャラクター。カラーリングは青（『スターアライズ』ではピンク）、「ヘルパーマスターへの道」では黄緑。
火を噴いたり、炎を纏って突進して攻撃する。ダッシュ移動の際は鏡獅子のように鬣を振り回しながら移動する。
『スターアライズ』の「星の○○○○」のサブタイトルは「燃えろ！ライオンハート」。一人称は「オレ」。
チリー（アイス）
雪だるまのようなキャラクター。カラーリングは青、「ヘルパーマスターへの道」では緑。
冷気を噴く。空中ではダンサーのように踊りながら全身から冷気を出したり、ダッシュするとスケートのように優雅に滑る。
『スターアライズ』の「星の○○○○」のサブタイトルは「はるかぜそよぐ、その前に…」。一人称は「ボク」。
ナックルジョー（ファイター）
格闘家の少年のようなキャラクター。カラーリングは青、「ヘルパーマスターへの道」では赤。
拳や脚から波動を出して攻撃する。敵は紫髪だが、ヘルパーは金髪である。
『スターアライズ』の「星の○○○○」のサブタイトルは「遥かなる強者たち」。一人称は「オイラ」。
ポピーブロスJr.（ボム）
ポピーブロスSr.の弟分。カラーリングは水色、「ヘルパーマスターへの道」では紫。
爆弾を投げる。その場に置いたり、置き逃げも出来る。
『スターアライズ』の「星の○○○○」のサブタイトルは「空に弾ける花々」。一人称は「ボク」。
ギム（ヨーヨー）
野球帽を被ったロボットのようなキャラクター。カラーリングは銅色と青、「ヘルパーマスターへの道」では銀色と赤。
ヨーヨーを投げて攻撃するほか、ヨーヨーを使ったアクションで攻撃したり、敵をヨーヨーで捕獲して叩きつけることもできる。
『スターアライズ』の「星の○○○○」のサブタイトルは「ギムズプラネットツアー」。一人称は「ワタクシ」。「キカイ化しんしゃくプロジェクト」の情報を聞きつけ旅に出る。
バードン（ウィング）
パイロットの帽子を被った鳥のようなキャラクター。カラーリングは桃色、「ヘルパーマスターへの道」では緑。
羽根を飛ばしたり、頭突きで攻撃する。
『スターアライズ』の「星の○○○○」のサブタイトルは「フリーダムスカイ」。一人称は「ワタクシ」。
バイオスパーク（ニンジャ）
忍者の姿をしたキャラクター。カラーリングは紫、「ヘルパーマスターへの道」では朱色。
くない手裏剣や刀を使ったり、キックやニンジャ独特の技で攻撃する。体力が異様に低いが、『USDX』では装甲が強化された。ダッシュ力が高い。
『スターアライズ』の「星の○○○○」のサブタイトルは「紫電月影」。一人称は「せっしゃ」。刀の名は「紫電」。
ブレイドナイト（ソード、メタナイト（『USDX』のみ））
剣士の姿をしたキャラクター。カラーリングは黄緑、「ヘルパーマスターへの道」では水色。
百烈切りや回転切りの他、体力満タン時にはソードビームを放つ。『USDX』のゲーム「メタナイトでゴーDX」では、ソードナイト（後述）と共にメタナイトのお供として登場する。
『スターアライズ』の「星の○○○○」のサブタイトルは「この剣に誓って」。一人称は「ワタシ」。
シミラ（ミラー）
魔法使いのような姿をしたキャラクター。カラーリングは赤、「ヘルパーマスターへの道」では緑。
杖から鏡を出して攻撃したり、攻撃を反射させたりする。
プラズマウィスプ（プラズマ）
緑色に光る電気の塊のようなキャラクター。カラーリングは黄緑（『USDX』ではライムグリーン）、「ヘルパーマスターへの道」では黄緑。
プラズマエネルギーを溜めて発射する。ヘルパーの中で唯一浮遊移動ができるキャラである。
カプセルJ（ジェット）
ジェットエンジンを背負ったロボットのようなキャラクター。カラーリングは水色。
エネルギーを溜めての体当たりや光弾を放って攻撃する。
サーキブル（カッター）
トサカのついた鎧のようなキャラクター。カラーリングは金色、「ヘルパーマスターへの道」では青銅色。
カッターを飛ばしたり、ナイフのように斬りつけて攻撃する。
『スターアライズ』の「星の○○○○」のサブタイトルは「リターントゥ斬刃」。一人称は「おれ」。ヨロイの中身はごく・トップシークレットらしい。
ロッキー（ストーン）
鉢巻を巻いた石の姿をしたキャラクター。カラーリングは茶色、「ヘルパーマスターへの道」では薄青緑。
色々なパターンの石に変身する。『スターアライズ』では地上および空中の敵に近距離攻撃ができる「石ころアッパーカット」が使用できる。
『スターアライズ』の「星の○○○○」のサブタイトルは「怒りのヘビーアッパー！」。一人称は「オレ」。かなり無口な性格。
タック（コピー）
典型的な泥棒のような姿をしたキャラクター。カラーリングは黒と緑、「ヘルパーマスターへの道」では白と朱色。
手を飛ばして能力を盗む。さらに、ガード時は敵の攻撃を無効化する「タックハイド」を使う。『USDX』では攻撃力を重視した「キャットマグナム」を放つ。
ウィリー（ホイール）
タイヤの姿をしたキャラクター。カラーリングは赤、「ヘルパーマスターへの道」では緑。
ダッシュして体当たりする。さらに、カービィが乗ることで「ウィリーライダー」となる｡このとき、2人プレイをしていると操作が1Pに移り、2Pは星形弾を放って攻撃するという新しい攻撃手段が追加される。
メタナイトの逆襲のラストでは｢ウィリーライダー｣として脱出しなければならないのだが、この際に登場するウィリーは｢カービィがあらかじめ脱出用に用意していたもの｣なのか｢カービィが破壊したリアクター内部にいたウィリーの内の1体｣なのかは不明。ラストの脱出のシーンでは戦艦ハルバードから陸地までの驚異の大ジャンプを成功させている。ただし、『USDX』のおまけのNGムービーでは違ったオチが用意されている。
ボンカース（ハンマー）
ハンマーを持ったゴリラのようなキャラクター。カラーリングは紫、「ヘルパーマスターへの道」では朱色。
ハンマーを振り下ろして攻撃する。最も攻撃力の高い「鬼殺し火炎ハンマー」はカービィと違い、地面に思いっきり叩きつける形となっている。
性質上、「爆裂ハンマー投げ」は使用不能。
『スターアライズ』の「星の○○○○」のサブタイトルは「黄色いバナナを求めては…」。一人称は「おれ」。
バグジー（スープレックス）
クワガタムシのようなキャラクター。カラーリングは菫色、「ヘルパーマスターへの道」では橙色。
角で掴まえて相手を投げ飛ばす。技の一つ「てっぽう水ラリアット」や水中で攻撃を行うと角がカブトムシのような角になる。『スターアライズ』では翅を用いて飛行ができる。
『スターアライズ』の「星の○○○○」のサブタイトルは「歴戦のインセクトバトラー」。一人称は「ワシ」。かつては昆虫キングだったらしい。

### 星のカービィ ウルトラスーパーデラックス
カプセルJ2（ジェット）
カプセルJと差し替えられた、ジェット機の先端のような姿をしたキャラクター。カラーリングは水色、「ヘルパーマスターへの道」では黄緑。
能力はカプセルJと同じ。
ソードナイト（ソード、メタナイト）
ブレイドナイトと同様、剣士の姿をしたキャラクター。カラーリングは紫、「ヘルパーマスターへの道」では朱色。
能力はブレイドナイトと同じだが、上突きができるため､ブレイドナイトよりも性能がいい。

### 星のカービィ スターアライズ
ブルームハッター（クリーン）
箒を持った魔法使い見習い。カラーリングは山吹色。
箒から舞い上がった埃で攻撃したり、『星のカービィ3』の仲間たちとの合体技を用いる。
「星の○○○○」のサブタイトルは「世界清浄化宣言」。一人称は「ボク」。
コンセ（プラズマ）
コンセントプラグの姿をしたキャラクター。カラーリングは水色。「プラズマ」の2代目ヘルパー。
プラズマウィスプ同様、プラズマエネルギーを溜めて発射する。
「星の○○○○」のサブタイトルは「忘らるる希望の光」。一人称は「ボク」。自身の存在を知られていないことを嘆いているが、代表として選ばれたことには意気込んでいる。
ビートリー（ビートル）
カブトムシのようなキャラクター。カラーリングは紺色。
角を用いて攻撃したり、相手を投げ飛ばす。また、羽を使って飛行することができる。
「星の○○○○」のサブタイトルは「新鋭のインセクトバトラー」。一人称は「オレ」。新たなる昆虫キング。
ウェスター（ウィップ）
カウボーイのような姿をしたキャラクター。カラーリングは赤と朱色。
牛追い鞭を打って攻撃する。相手を絡めて投げ飛ばすこともできる。
「星の○○○○」のサブタイトルは「テンガロンハンター」。一人称は「オレ」。
ネスパー（エスパー）
ローブをまとった魔導師のようなキャラクター。カラーリングは黒。
サイコキネシスなどの念力を用いて戦う。テレポートもできる。
「星の○○○○」のサブタイトルは「サイキックエイシズ」。一人称は「ボク」。
プルアンナ（ウォーター）
ウナギのようなキャラクター。カラーリングは空色。
水を噴射して戦う。
「星の○○○○」のサブタイトルは「ウルルン！スプリングル」。一人称は「アタシ」。
コックカワサキ（コック）
コック帽をかぶったキャラクター。カラーリングはオレンジ。
食器を投げつけたり敵を鍋で煮込んで攻撃できる。周囲の敵キャラや飛び道具を回復アイテムに変える「クッキンポット」はカービィと違い、一回使用した後は数分間経過することで再び使用することができる。
「星の○○○○」のサブタイトルは「突撃！魂の料理人」。一人称は「ボク」。
コモ（スパイダー）
クモの姿をしたキャラクター。カラーリングは黄色と茶色。
クモの糸を用いて相手を絡めとる。フレンズヘルパー化すると、敵の時とは異なり胴体が出現する。
「星の○○○○」のサブタイトルは「3つ目スーパースパイダー」。一人称は「ボク」。
ビビッティア（アーティスト）
絵師のようなキャラクター。カラーリングは黄色とマゼンタ。
絵筆やキャンバスに描いた絵を実体化させて攻撃する。
「星の○○○○」のサブタイトルは「カラフル♥ハートフル」。一人称は「ワタシ」。姉が存在するらしい。
ジャハルビート（スティック）
修道者のような姿をしたキャラクター。カラーリングは鈍色と紫。
伸びてしなる多彩な棒術の使い手。
「星の○○○○」のサブタイトルは「信じられる友こそが」。一人称は「ワタシ」。元々はハイネスが率いるジャマハルダ集団の一員だったが、カービィに信じあえる友の存在の尊さを教えられたらしい。